# Monaco ai Giochi della XXVIII Olimpiade
Monaco partecipò ai Giochi della XXVIII Olimpiade, svoltisi ad Atene, Grecia, dal 13 al 29 agosto 2004, con una delegazione di 3 atleti impegnati in tre discipline.

## Risultati

### Atletica leggera
| Q | Qualificato al turno successivo per la posizione in qualificazione                                                           |
| q | Qualificato per il turno successivo per ripescaggio o, negli eventi su campo, conquistando la misura minima per qualificarsi |

Maschile
Eventi su pista e strada
| Atleta            | Evento      | Batteria  | Batteria   | Quarti di finale | Quarti di finale | Semifinale      | Semifinale      | Finale          | Finale          |
| Atleta            | Evento      | Risultato | Classifica | Risultato        | Classifica       | Risultato       | Classifica      | Risultato       | Classifica      |
| ----------------- | ----------- | --------- | ---------- | ---------------- | ---------------- | --------------- | --------------- | --------------- | --------------- |
| Sébastien Gattuso | 100 m piani | 10"58     | 7º         | non qualificato  | non qualificato  | non qualificato | non qualificato | non qualificato | non qualificato |

### Nuoto
Maschile
| Atleta              | Evento             | Batteria  | Batteria   | Semifinale      | Semifinale      | Finale          | Finale          |
| Atleta              | Evento             | Risultato | Classifica | Risultato       | Classifica      | Risultato       | Classifica      |
| ------------------- | ------------------ | --------- | ---------- | --------------- | --------------- | --------------- | --------------- |
| Jean-Laurent Ravera | 100 m stile libero | 56"47     | 62º        | non qualificato | non qualificato | non qualificato | non qualificato |

### Tiro a segno/volo
Femminile
| Atleta                 | Evento                       | Qualificazioni | Qualificazioni | Finale          | Finale          |
| Atleta                 | Evento                       | Punti          | Classifica     | Punti           | Classifica      |
| ---------------------- | ---------------------------- | -------------- | -------------- | --------------- | --------------- |
| Fabienne Diato-Pasetti | Carabina 10 m aria compressa | 382            | =43ª           | non qualificata | non qualificata |